# Paul Volkmann (Schriftsteller)
Paul Volkmann (Pseudonym: Peter Wipp, * 14. April 1914 in Driesen, Neumark; † 1963) war ein deutscher Schriftsteller.

## Leben
Paul Volkmann führte nach dem Besuch der Volksschule und einer Oberschule ein Wanderleben, das ihn in zahlreiche Länder Europas führte. Dabei reiste er unter anderem als Schiffsjunge. Später war er nach dem Volontariat bei einer Zeitung als Journalist tätig, wurde jedoch 1935 relegiert. Ab 1936 gehörte er der Wehrmacht an. Er nahm als Soldat am Zweiten Weltkrieg teil und geriet in französische Kriegsgefangenschaft, aus der er 1946 nach Deutschland zurückkehrte. Er begann wieder als Journalist für Presse, Rundfunk und später für das Fernsehen zu arbeiten. Daneben veröffentlichte er unter dem Pseudonym Peter Wipp erzählende Werke mit abenteuerlichen Geschichten für Jugendliche und Erwachsene. Volkmann lebte in Zernsdorf, später in Ost-Berlin. Er war Mitglied des Schriftstellerverbandes der DDR.

## Werke
- Peter Wipp: Ein Junge namens Peps. Die Geschichte einer Berliner Großstadtjugend. Verlag Lied der Zeit, Berlin, 1948
- Peter Wipp: Bones. Verlag Lied der Zeit, Berlin 1949.
- Peter Wipp: Eduard unterm Brückenbogen. Verlag Neues Leben, Berlin 1949.
- Peter Wipp: Tod im Dschungel. Verlag Neues Leben, Berlin 1949.
- Peter Wipp: Zwanzig Minuten nach Zwölf. Verlag Lied der Zeit, Berlin 1949.
- Peter Wipp: Wege nach allen Seiten. Verlag Lied der Zeit, Berlin 1950.
- Peter Wipp: Aktion Marconia. Verlag Neues Leben, Berlin 1955.
- Peter Wipp: Steve findet seine Brüder. Verlag Neues Leben, Berlin 1955.
- Peter Wipp: Sklaven für Medina. Verlag Neues Leben, Berlin 1956.
- Peter Wipp: Der Teufel im Mast. Verlag Kultur und Fortschritt, Berlin 1957.
- Peter Wipp und Hans Müncheberg: Ich bin schuldig. Verlag Kultur und Fortschritt, Berlin 1959.
- Peter Wipp: Intrigen um Suez. Verlag Kultur und Fortschritt, Berlin 1959.
- Peter Wipp: Order für Samuel Tarn. Verlag Kultur und Fortschritt, Berlin 1959.
- Peter Wipp: Kadetten. Verlag Sport und Technik, Berlin 1960.
- Peter Wipp: KS 5 fällt aus. Verlag Kultur und Fortschritt, Berlin 1963.
- Peter Wipp: For eyes only. 2 Bände, Verlag Kultur und Fortschritt, Berlin 1964.
- Peter Wipp: Im Niemandsland. Deutscher Militärverlag, Berlin 1964.